# Cystidia stratonice
Cystidia stratonice är en fjärilsart som beskrevs av Stoll 1782. Cystidia stratonice ingår i släktet Cystidia och familjen mätare. Inga underarter finns listade i Catalogue of Life.

## Bildgalleri

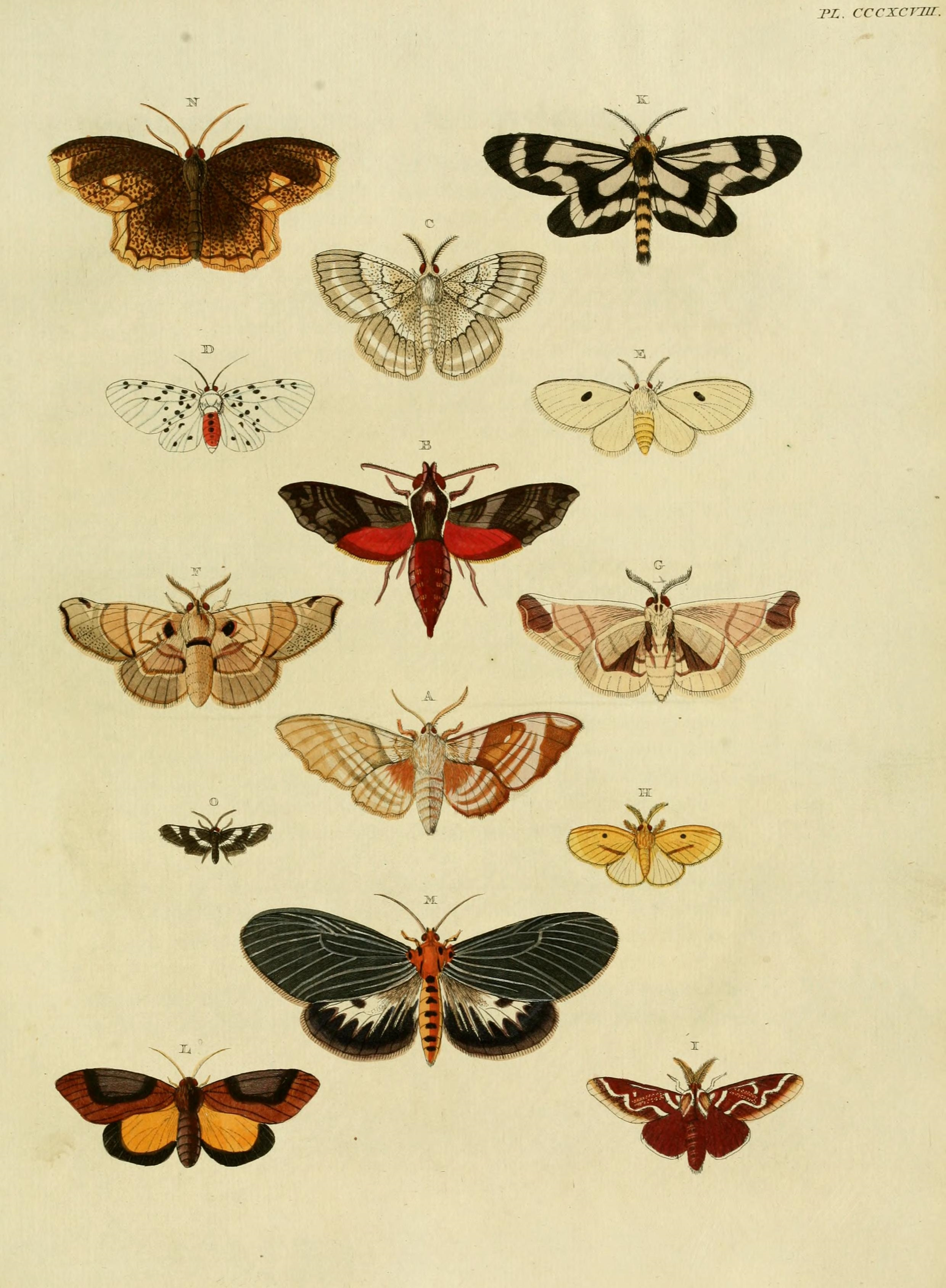